# Унгурениј Мичи (Долж)
Унгурениј Мичи (рум. Ungurenii Mici) насеље је у Румунији у округу Долж у општини Герчешти. Oпштина се налази на надморској висини од 199 m.

## Становништво
Према подацима из 2002. године у насељу је живело 60 становника, од којих су сви румунске националности.